# Есиль (футбольный клуб, Акмола)
«Есиль» (каз. Есіл футбол клубы) — бывший казахстанский футбольный клуб из города Акмола (ныне Астана). Участвовал в первом профессиональном турнире для Первой лиги в 1994 году, где команда заняла четвертое место. Также в том же году участвовала в Кубке Казахстана, где в 1/16 финала проиграла шымкентскому «Жигеру» с общим счетом 3:11 (1:10, 2:1). В 1995 году не смогла пройти групповой этап Первой лиги, после чего, клуб прекратил своё существование.

## Статистика
| Год  | Лига                        | Место   | И  | В  | Н | П  | Мячи    |
| ---- | --------------------------- | ------- | -- | -- | - | -- | ------- |
| 1994 | Первая лига                 | 4 из 10 | 36 | 16 | 4 | 16 | 49 — 39 |
| 1995 | Первая лига, группа «Центр» | 3 из 4  | 6  | 2  | 3 | 1  | 9 — 11  |